# آفروتراگولوس
آفروتراگولوس (نام علمی: Afrotragulus) نام یک سرده از تیره موش‌گوزن است.